# Jan Bauwens
Joannes Henricus Carolus Ghislanus „Jan“ Bauwens (* 16. Juni 1902; † 31. Mai 1975) war ein belgischer Ruderer.

## Biografie
Bauwens gewann bei den Europameisterschaften 1926 in Zürich mit dem belgischen Achter die Bronzemedaille.